# Kaunas
Kaunas (på litauisk: udtales: koŭnas) er den næststørste by i Litauen med 305.120 (2023) indbyggere. Kaunas bykommune har 305.120 (2023) indbyggere. Kaunas by ligger hvor Litauens to største floder, Nemunas og Neris, løber sammen. Kaunas var midlertidig hovedstad fra 1919 til 1940. Byen er kendt for sin historiske bymidte.

## Etymologi
Byens navn er af litauisk oprindelse og stammer sandsynligvis fra et personnavn.
Før Litauen genvandt sin uafhængighed, var byen almindeligt kendt som Kovno, den traditionelle slaviske form af navnet, (polsk: Kowno, tysk: Kaunas og Kauen, russisk: Ковно, siden 1940 Каунас, hviderussisk: Koўнa, jiddisch: קאָװנע tr. Kovne).

## Demografi
Kaunas befolkning består af 93 % etniske litauere og er dermed en af de mest litauiske byer i landet. Således bor der flere etniske litauere i Kaunas end i landets hovedstad Vilnius.

### Historisk udvikling
| Demografisk udvikling af Kaunas mellem 1721 og 2001 |         |         |        |         |         |         |         |         |         |
| år                                                  | 1721    | 1811    | 1823   | 1857    | 1863    | 1893    | 1897    | 1914    | 1923    |
| befolkning                                          | 1.600   | 2.500   | 5.500  | 22.000  | 23.937  | 61.500  | 88.560  | 97.410  | 92.440  |
| år                                                  | 1931    | 1939    | 1945   | 1959    | 1970    | 1979    | 1989    | 2001    | 2011    |
| befolkning                                          | 100.000 | 155.460 | 80.000 | 216.850 | 305.600 | 370.000 | 419.745 | 378.650 | 336.817 |

Befolkningstallet er faldet med over 30 % fra 419.745 i 1989 til 292.691 indbyggere i 2017, siden Litauen løsrev sig fra Sovjetunionen.

### Fordelt på nationalitet
| Fordeling på nationalitet ved folketællingen 2001 |          |         |           |          |       |
| År                                                | Litauere | Russere | Ukrainere | Polakker | Andre |
| 2001                                              | 92,9%    | 4,4%    | 0,5%      | 0,4%     | 1,8%  |

## Geografi
Kaunas er beliggende centralt i Litauen, i det litauiske centrale lavland, i en dal dannet af floderne Nemunas og Neris. Ovenfor byen er Nemunas opstemmet, Kaunas vandkraftværk, og danner Kaunassøen på 63,5 km2, ca. 0,1 % af Litauens samlede areal. Vest for byen ligger søen Lampėdis.
Kaunas ligger omkring 70-80 m. over havets overflade. Det højeste punkt i byen er 9. Fort (100,1 m), det laveste, på bredden af Nemunas er Lampėdžiai. Den centrale del af byen mellem floderne Nemunas og Neris ligger lavt, 30-35 m. over havets overflade, omgivet af tre bakker, Zaliakalnio, Aleksotas og Silainiu.
De største forurenere af Kaunas vandmiljø er transport, industri og energiselskaber. Vand, der anvendes til kunstvanding, ledes fra Kaunassøen.
16. september 2008 blev der taget et moderne biologisk rensningsanlæg i brug ved Marvelėje. Det rensede vand overholder nu EU-kravene.

### Klima
Byen har fastlandsklima, den koldeste måned er januar, den varmeste måned er juli. På grund af nærheden til Østersøen er klimaet i Kaunas relativt mildt. Ved midsommer er der dagslys i 17 timer, og omkring 7 timer om vinteren. Kazlų Rudaskoven, vest for Kaunas, skaber et mikroklima omkring byen, der regulerer fugtigheden og lufttemperaturen og beskytter byen mod stærke vestenvinde.
Somrene i Kaunas er varme og behagelige med gennemsnitlige dagtemperaturer på 21-22 °C, temperaturerne kan nå op på 30 °C på varme dage. Vintrene er relativt kolde med sne og gennemsnitlige temperaturer på -8-0 °C. Temperaturen falder sjældent under -15 °C. Forår og efterår er generelt kølige og milde.
Årets gennemsnitlige nedbør er 630 mm., vinden kommer overvejende fra sydvest. Byen har en række beskyttede områder, naturreservater, der findes på den litauiske rødliste for dyr.
| Vejr for Kaunas                                                 | Vejr for Kaunas | Vejr for Kaunas | Vejr for Kaunas | Vejr for Kaunas | Vejr for Kaunas | Vejr for Kaunas | Vejr for Kaunas | Vejr for Kaunas | Vejr for Kaunas | Vejr for Kaunas | Vejr for Kaunas | Vejr for Kaunas | Vejr for Kaunas |
|                                                                 | Jan             | Feb             | Mar             | Apr             | Maj             | Jun             | Jul             | Aug             | Sep             | Okt             | Nov             | Dec             | År              |
| --------------------------------------------------------------- | --------------- | --------------- | --------------- | --------------- | --------------- | --------------- | --------------- | --------------- | --------------- | --------------- | --------------- | --------------- | --------------- |
| Gennemsnitlig maks °C                                           | −2,6            | −1,4            | 3,5             | 10,7            | 17,9            | 21              | 22,2            | 21,9            | 16,7            | 10,8            | 4,4             | 0               | 10,4            |
| Gennemsnitlig min °C                                            | −8,5            | −7,6            | −3,6            | 1,8             | 7,4             | 10,9            | 12,4            | 11,8            | 8,1             | 4               | −0,5            | −4,9            | 2,6             |
| Gennemsnitlig nedbør mm                                         | 39              | 31              | 35              | 42              | 55              | 69              | 80              | 78              | 56              | 45              | 53              | 47              | 630             |
| Kilde: World Weather Information Service, Hong Kong Observatory |                 |                 |                 |                 |                 |                 |                 |                 |                 |                 |                 |                 |                 |

## Sport
Kaunas har to fodboldklubber, der spiller i den bedste litauiske række, FC Stumbras (cupmestre i 2017) og FK Kauno Žalgiris.
- FC Hegelmann Litauen;
- Dariaus ir Girėno stadionas;
- NFA stadionas.

Tidligere fodboldklubber:
- FBK Kaunas;
- FK Inkaras Kaunas;
- Kovas Kaunas;
- LFLS Kaunas;
- LGSF Kaunas;
- MSK Kaunas;

## Bydele i Kaunas
Kaunas er inddelt i 11 seniūnija:
| - Aleksotas - Centras - Dainava (Kaunas) - Eiguliai | - Gričiupis - Panemunė - Petrašiūnai - Šančiai | - Šilainiai - Vilijampolė - Žaliakalnis |

## Byen
Den gamle bydel er domineret af Rådhustårnet og Ærkeengelkatedralen. Bydelen har en betydelig middelalderlig bebyggelse. Den moderne bydel omkring hovedgaden Laisvės alėja har mange fine eksempler på tyver- og trediver arkitektur, hovedsagelig i art deco-stil. I byens sydøstlige del ligger kasernen og industrielle bygninger fra tiden under det tsaristiske Rusland, og i Vilijampolė, hvor den jødiske ghetto lå under den tyske besættelse, er der lave træbygninger. Sovjetisk boligarkitektur kan ses mellem motorvej A1 og Nerisdalen. Langs Taikos prospektas er der moderne handels- og industribygninger, herunder Kraft Foods – Litauens moderne industrikompleks.

## Galleri

### Kontorbyggeri i Kaunas i 2016
- Kontorkompleks "Pramprojektas"
- Kontorbygning "River Hall"
- Kontorbygning "Nemuno 3"
- Kontorbygning "Mikrovisata 321"
- Nedrivning af en betonbygning for at skabe plads for kontorbygningen "Magnum"
- Kontorbygning "Arka"
- Del af Karaliaus Mindaugo kontorkompleks i Kaunas.

### Steder af interesse
I Kaunas centrum er der 2 gågader, den 2 km. lange Laisvės alėja (dansk: ~ Frihedsalleen), med lindetræer, og dens fortsættelse, Vilniaus gatvė, der fører til den gamle bydel i Kaunas. Følgende steder kan være af interesse:
| - Kaunas slot, en borg fra det 14. århundrede, - Vytautas kirke, en af de ældste kirker i Litauen og den ældste i Kaunas, - Kaunas Katedral Basilica, den største Gotiske bygning i Litauen, med sen-barok indreting, - Skt. Georges kirke, hvor rygterne sagde, at det var et danseinstitut under besættelsen af Soviet, | - Pažaislis klosteret, i Barok stil, - Skt. Michael kirke, ny-byzantinske stil, - Kristi Genopstandelseskirke med en flot panorama udsigt, - Kaunas zoologiske have, den eneste statsejede zoologiske have i Litauen, - Kaunas fort, militært fort bygget i det 18 og 1900-tallet. Indeholder bl.a.Holocaust stedet Ninth Fort, - Kaunas botaniske have, | - djævlemuseet, - Napoleons Bakke, - Perkūnas fødehjem, - Kaunas Rådhus og rådhuspladsen, - Interbellum funktionel arkitektonisk bygningskompleks, - Žaliakalnis Funicular jernbane. - Girstupis floddale navngivet efter Adam Mickiewicz |

## Venskabsbyer
Kaunas er venskabsby med:
| - Odense, Danmark - Tartu, Estland - Tampere, Finland - Grenoble, Frankrig - Antignano, Italien | - Brescia, Italien - Cava de' Tirreni, Italien - Ferrara, Italien - Xiamen, Kina - Hordaland, Norge | - Łomża, Polen - Myślibórz, Polen - Wrocław, Polen - Tyumen, Rusland - Linköping, Sverige | - Växjö, Sverige - Brno, Tjekkiet - Trabzon, Tyrkiet - Los Angeles, USA - Kharkiv, Ukraine |